# 安德烈·弗朗坎
安德烈·弗朗坎（法語：André Franquin，1924年1月3日—1997年1月5日）是一个著名的比利时漫画艺术家。最著名的卡通形象是捣蛋鬼加斯顿、斯皮魯與芬塔索和马苏皮拉米。